# Фобург
Фобург на Дунав (на немски: Vohburg an der Donau, служебно: Vohburg a.d.Donau) е град в район Пфафенхофен на Илм в Горна Бавария, Германия със 7444 жители (към 31 декември 2011).
Намира се на около 15 км от Инголщат. Старият град е заобиколен от реките Дунав, Малък Дунав и Пар. На южния край на града тече река Илм.
Фобург има интересна история: начални селища от каменната ера, възход през Средновековието, унищожение през Тридесегодишната война, Наполеон е бил в града. През 1952 г. става град.
- Фобург на Дунав
- Фобург на Дунав
- Карта: Фобург в район Пфафенхофен на Илм